# Breguet (firma)
Breguet je švýcarská hodinářská firma známá svými vysoce luxusními výrobky. Dnes je firma Breguet součástí Swatch Group.

## Historie

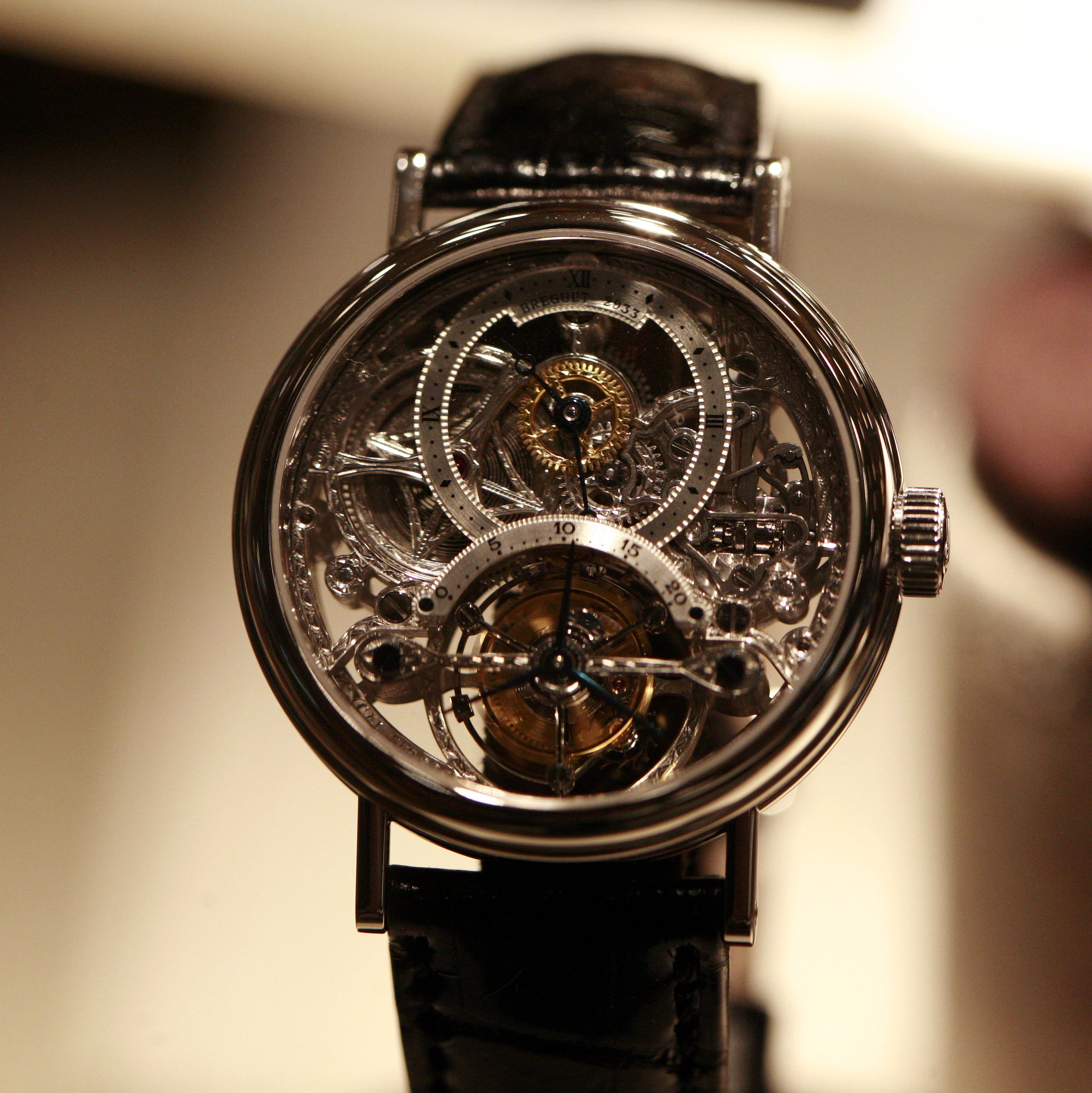
Hodinky Breguet

Firma Breguet byla založena Abrahamem Louisem Breguetem v roce 1775 v Paříži a tudíž patří firma Breguet mezi nejstarší a dodnes fungující výrobce hodin a hodinek na světě. Hodinář Breguet se velice proslavil výrobou hodin pro královský pár Ludvíka XVI. a Marii Antoinettu. V roce 1870 byla firma prodána firmě E. Brown Jewelers z Londýna. V roce 1970 přešla značka Breguet pod firmu Chaumet Jewelers. V roce 1999 je firma koupena koncernem Swatch Group. Centrála firmy je v Vallée de Joux ve Švýcarsku.

## Výrobky
Firma Breguet se velice proslavila svými vysoce kvalitními výrobky a její hodinky jsou dnes řazeny mezi nejlepší na světě. Patří ji mnoho vynálezů v hodinářském světě, ale ne tolik jako firmě Rolex.